# YIPF2
YIPF2 (англ. Yip1 domain family member 2) – білок, який кодується однойменним геном, розташованим у людей на короткому плечі 19-ї хромосоми. Довжина поліпептидного ланцюга білка становить 316 амінокислот, а молекулярна маса — 35 151.
| 10         |  | 20         |  | 30         |  | 40         |  | 50         |
| ---------- |  | ---------- |  | ---------- |  | ---------- |  | ---------- |
| MASADELTFH |  | EFEEATNLLA |  | DTPDAATTSR |  | SDQLTPQGHV |  | AVAVGSGGSY |
| GAEDEVEEES |  | DKAALLQEQQ |  | QQQQPGFWTF |  | SYYQSFFDVD |  | TSQVLDRIKG |
| SLLPRPGHNF |  | VRHHLRNRPD |  | LYGPFWICAT |  | LAFVLAVTGN |  | LTLVLAQRRD |
| PSIHYSPQFH |  | KVTVAGISIY |  | CYAWLVPLAL |  | WGFLRWRKGV |  | QERMGPYTFL |
| ETVCIYGYSL |  | FVFIPMVVLW |  | LIPVPWLQWL |  | FGALALGLSA |  | AGLVFTLWPV |
| VREDTRLVAT |  | VLLSVVVLLH |  | ALLAMGCKLY |  | FFQSLPPENV |  | APPPQITSLP |
| SNIALSPTLP |  | QSLAPS     |  |            |  |            |  |            |

A: Аланін

C: Цистеїн

D: Аспарагінова кислота

E: Глутамінова кислота

F: Фенілаланін

G: Гліцин

H: Гістидин

I: Ізолейцин

K: Лізин

L: Лейцин

M: Метіонін

N: Аспарагін

P: Пролін

Q: Глутамін

R: Аргінін

S: Серин

T: Треонін

V: Валін

W: Триптофан

Задіяний у такому біологічному процесі, як ацетилювання. 
Локалізований у мембрані.